# Sauk Village
Sauk Village è un comune degli Stati Uniti d'America, situato nell'Illinois, nella contea di Cook e in parte nella contea di Will. Si trova nel sud dell'area metropolitana di Chicago, di cui fa parte.